# Hospital de Sant Antoni (Tàrrega)
L'Hospital de Sant Antoni és una obra barroca de Tàrrega (Urgell) protegida com a bé cultural d'interès local.

## Descripció
És un edifici de planta rectangular de gran llargada annexa a l'església de Sant Antoni de Tàrrega. La façana principal, la part barroca, s'estructura en tres pisos diferenciats, amb una planta baixa, un primer pis i unes golfes.
Els murs de l'hospital són a base de carreus de pedra perfectament tallats disposats en filades regulars. Tot i així, a les plantes superiors, estan parcialment arrebossades deixant entreveure solament l'emmarcament de les obertures, feta en pedra.
A la planta baixa, s'ha de destacar, sobretot, la portalada principal d'accés a l'hospital. Aquesta és allindada, emmarcada amb un fris sobresortint de pedra el qual en la part superior central queda tallat per la presència d'un escut. És l'escut targarí. A sobre la porta hi ha una llinda que duu la inscripció: "NO ESTAIHL DNSI DOME PORT CAELI" protegida per una cornisa motllurada. Aquesta magnífica portalada allindanada està flanquejada per petites obertures disposades de manera irregular en el mur.
A la primera planta, just sobre la porta principal hi ha un element destacat en forma de fornícula la qual està buit. Té una coberta en forma de venera i flanquejat per dos petits pilars adossats al mur sostinguts sobre mènsules. Aquests suporten una arcada motllurada de mig punt amb dos pinacles arrodonits a banda i banda. Just a damunt s'aprecia una creu llatina. A la part inferior del nínxol hi ha una basament piramidal amb la data de la seva fundació (1740). Al lateral esquerra de la primera planta s'obren tres obertures rectangulars emmarcades amb pedra, de diferents mides, dos de les quals són en forma de balconada amb barres rectes de forja. Al lateral dret s'aprecien dues finestres rectangulars seguides d'una tercera, més gran, amb un altre balcó.
La part superior de l'edifici de l'edifici actua com a lògia de remat i està formada a tota l'amplada de la façana per una sèrie d'obertures amb arcs minúsculs de mig punt formats per petits maons molt plans. La coberta sobresurt de la façana creant una cornisa esglaonada fins a la coberta superior amb teula àrab. Per la banda dreta hi ha annex l'església de Sant Antoni i per la banda esquerra hi ha les dependències de l'hospital seguint l'esquema estilístic de la façana principal.

## Història
Segons "Las Memorias de la Ciudad de Solsona y su Iglesia", el seu autor, Domènec Costa i Bofarull, afirma que els Comtes de Barcelona varen concedir el privilegi de crear un hospital a Tàrrega per atendre els seus veïns pobres i també els vianants que es trobessin a punt de morir. La possibilitat de crear l'Hospital dels Pobres hagué d'atraure els membres de l'ordre de Sant Antoni, ja que, un document amb data del dia 21 d'abril de 1319, confirma la seva presència a Tàrrega. Possiblement, el nom de l'hospital i posteriorment el de la plaça, el de la confraria, el de la capella i el de la casa Antoni varen tenir els seus orígens en l'ordre de Sant Antoni.
L'any 1740, Tàrrega era la primera etapa d'expansió d'aquell segle xviii tan donat al creixement i a les obres públiques. La forta epidèmia de l'any posterior potser va fer caure la necessitat de remodelar tot l'edifici, que de tota manera ja rebia reconstruccions des de feia temps. El Papa Pius VI, l'any 1787, va suprimir l'ordre de Sant Antoni disposant que els seus béns i rendes passessin als respectius hospitals. A partir de llavors, l'hospital quedà sota la responsabilitat del Consell Municipal i començaren les greus dificultats del seu funcionament.
L'any 1827 el Consell Municipal negocià amb Joaquima de Vedruna de Mas, la qual amb les seves tres germanes el dia 28 d'octubre quedaren al servei de l'hospital. Fou la primera fundació de les Germanes Carmelites de la Caritat. L'experiència va fracassar. Després de tres dècades de grans dificultats per garantir el funcionament de l'Hospital, l'any 1859 l'Ajuntament negocià de nou la presència de les Germanes Carmelites de la Caritat, per atendre les necessitats sanitàries de l'hospital i també per poder escolaritzar les nenes. Aquesta situació es perllongà fins a l'any 1936. Durant les últimes dècades del segle xx, fou dirigit per una junta o patronat que actuava per delegació de l'Ajuntament.